# 宍粟市立千種小学校
宍粟市立千種小学校（しそうしりつ ちくさしょうがっこう）は兵庫県宍粟市千種町千草にある公立小学校である。

## 概要
- 宍粟市の千種地区に位置している小学校であり、宍粟市の学校規模適正化により、千種町地区の全小学校を統合して2012年4月1日に開校した[1]。

## 沿革

### 年表
- 2012年（平成24年）4月1日 - 宍粟市千種町地区の全小学校である宍粟市立千種南小学校・宍粟市立千種北小学校が統合して開校する[2]。

## 校区
| 町名   | 区域 |
| ------ | ---- |
| 千種町 | 全域 |

## 卒業後の進路
- 宍粟市立千種中学校

## 校区が隣接している学校
- 宍粟市立波賀小学校
- 宍粟市立蔦沢小学校
- 宍粟市立山崎西小学校
- 佐用町立南光小学校
- 佐用町立佐用小学校
- 岡山県美作市立大原小学校
- 岡山県西粟倉村立西粟倉小学校
- 鳥取県若桜町立若桜学園